# Plov
Le plov (se prononce /plɔf/), palov ou osh est un plat des peuples d'Asie centrale : Kazakhs, Kirghizes, Ouzbeks, Tadjiks et Turkmènes avec des dimensions culturelle, sociale et politique qui sont l'objet de travaux anthropologiques.
Ce riz pilaf sauté dans l'huile ou la graisse de queue de mouton est enrichi de légumes (oignon, pois chiches, carottes, ail), de viande (mouton, bœuf, porc, volaille), d'aromates (cumin, coriandre, curcuma) et décoré d'œufs durs. Il a de multiples déclinaisons mais aussi une valeur unificatrice, symbole de partage, et appartient à la fois à la cuisine cérémonielle de fête et à la cuisine quotidienne.

## Dénomination
Il s'appelle osh ou ach chez certains turcophones, osh en ouzbek et Оши палов, оши палав, пилав (oşi palov, oşi palav, pilav) en tadjik, ach, racine turque signifie la nourriture, faim, cuisine ач уи (ach uî) en kirghiz. Nicolas Komaroff écrit, en 1976, à propos d'un mariage turkmène : « Ensuite on servait un repas (ash) constitué par du riz pilaf (plov) préparé spécialement pour la circonstance. »
Плов (plov) et Пловы (plovy) sont des mots russes du persan پلو (pilau) pour riz, avec Палау (Palaw) en kazakh, پولۇ (polo) en ouïgour, Палоо (Палоо) en kirghize.
Pour les repas de fête, il porte les noms de palov en ouzbek et de oshi palov en tadjik.

## Origine et diffusion
C'est le plat le plus typiquement centrasiatique écrivent C. Urbain et H. Bissot.
Son origine est débattue : le pulav indien aurait suivi de la route de la soie jusqu'en Asie centrale, pour devenir le plov. Il proviendrait de Perse selon l'historienne russe Anya von Bremzen (de Perse et de l'Empire ottoman selon Jeremy MacVeigh), elle explique que Le Livre des aliments savoureux et sains soviétique dans sa version de 1939, qui fait autorité, en fait un plat du Caucase (et non ouzbek comme chacun le pense aujourd'hui). Cette édition donne 30 recettes d'Azerbaïdjan et un plov sucré de Guria en Géorgie. Dans l'édition datant de 1952, le plov ouzbek apparait après le plov géorgien. L'auteure y voit la politique soviétique de promotion des cuisines de la République non russe la plus populaire à cette époque.

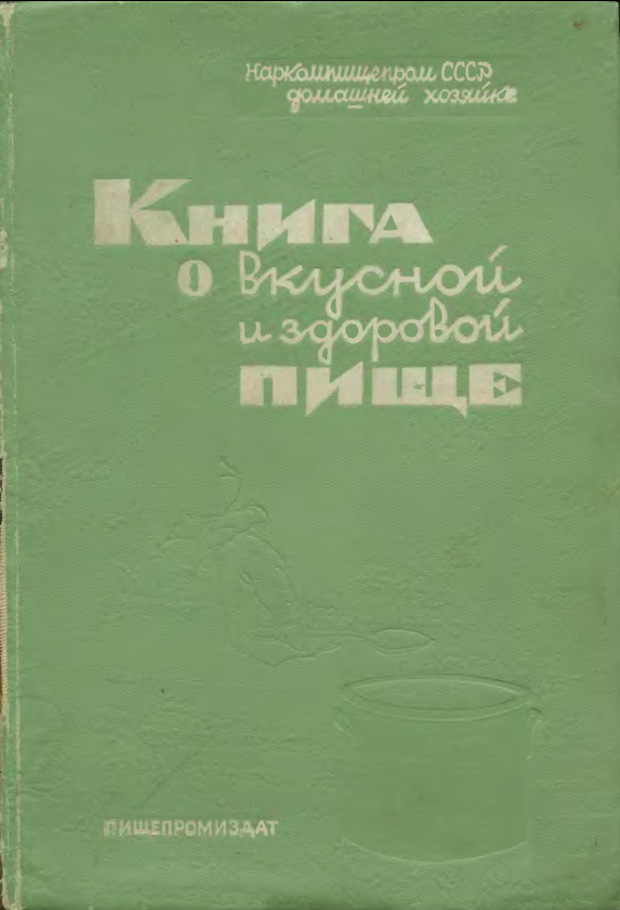
Le Livre sur la nourriture savoureuse et saine du ministère de l'Agriculture de l'URSS (1939) en fait un plat du Caucase.

L'Asie centrale est un carrefour, la technique de cuisson du plov centre-asiatique remonterait aux années 1880. Le persan pilav, écrit S. D. Sharma (qui le qualifie de super-aliment culturel) a probablement une étymologie turque mais la méthode de cuisson viendrait du monde indien. Elle est mentionnée avec cette origine dans une source arabe médiévale et ce serait assez tardivement avec la dynastie Kadjar que la recette apparaît en Iran.
Les cuisines voisines, russe, afghane, mongole, chinoise (ouïgours) et caucasiennes (Arménie Փլավ (P’lav), Azerbaïdjan, Géorgie ფლავი (plavi) et Caucase du Nord) et au-delà se l'ont progressivement approprié. En 1945, Staline (géorgien d'origine) a servi du plov de caille à Churchill et Roosevelt à Yalta.
Le site russianfood donne, en 2022, 700 recettes de plov et pilaf. Il existe également 33 recettes uniques de pilaf sur le site web de topfood" On retrouve aussi toute une littérature avec les variantes de plov,,. Les migrants ouzbèkes sont pour beaucoup dans la multiplication des restaurants de plov à Moscou qui ont fait la fortune de l'oligarque Arkady Novikov,.

### Patrimoine culturel immatériel

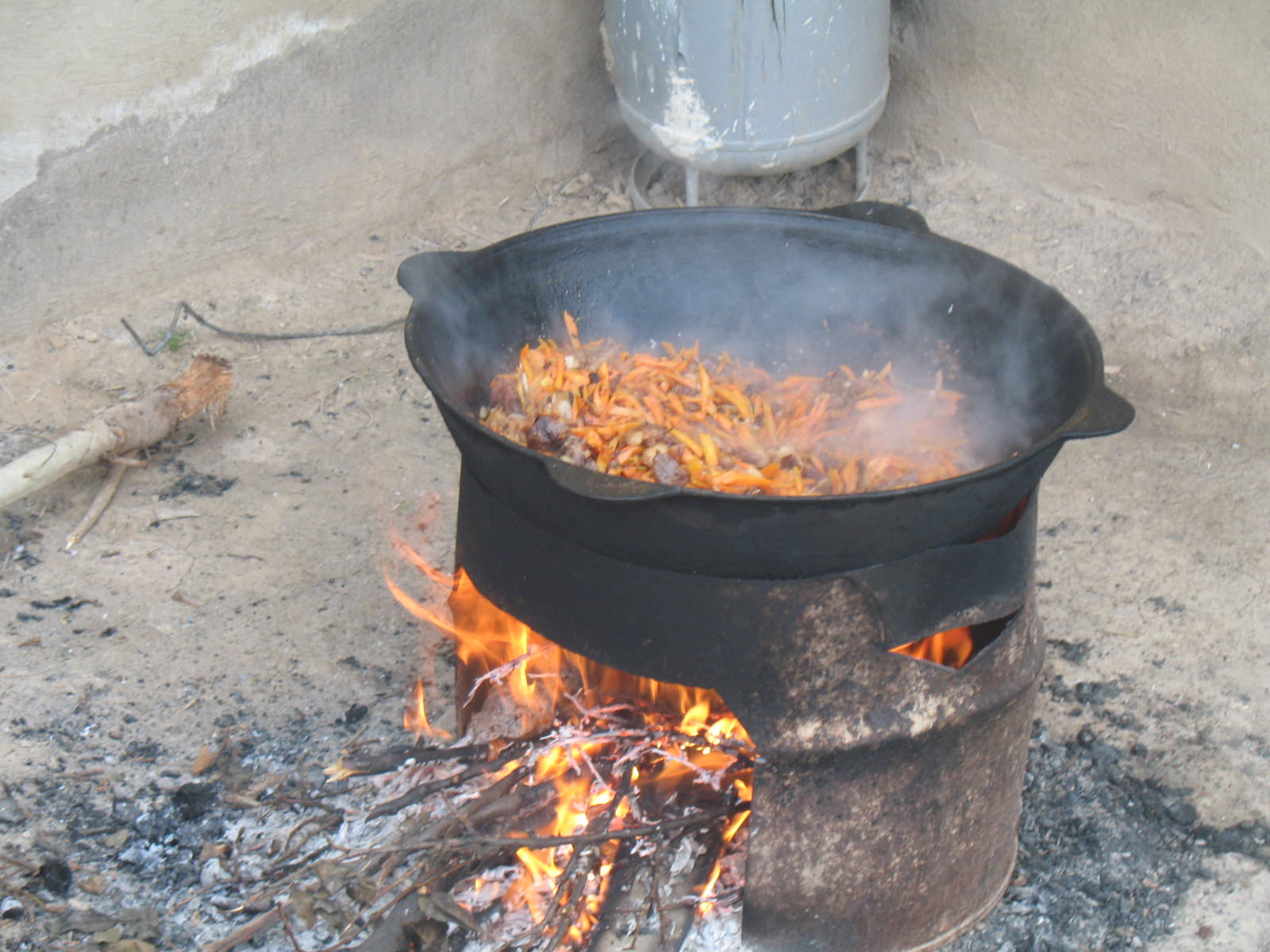
Cuisson d'un paloo au Kyrgizistan.

Depuis 2016, la liste représentative du patrimoine culturel immatériel de l'humanité de l'UNESCO compte le palov d'Ouzbékistan, comme plat traditionnel commun à toutes ses communautés rurales et urbaines et l'oshi palav ou osh du Tadjikistan, plat comparable, dont il existe 200 versions, Оши як ба як, Палави токи, Оши девзира, Бедонапалав (oşi jak ʙa jak, palavi toki, oşi devzira, bedonapalav) dans le patrimoine culturel tadjike.

## Préparation
Le plov se cuisine dans une sorte de lourde marmite en fonte avec couvercle, le kazan ou qazan, qui peut être mise sur un feu de bois par les nomades. Les femmes ouzbèkes cuisinent habituellement mais ce sont les hommes qui cuisinent le plov géant des festins (oshpaz).

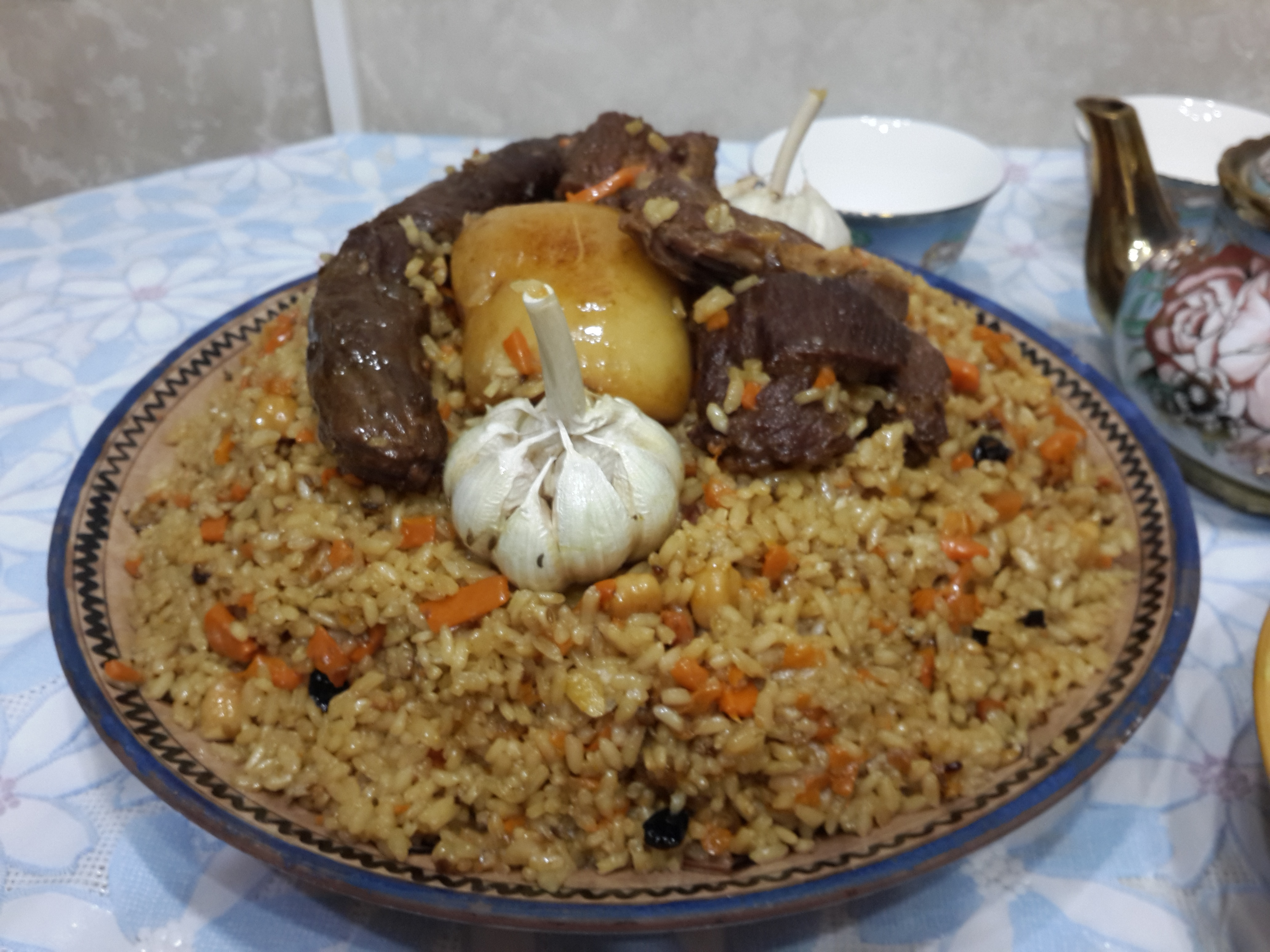
ПЛОВ tadjik en Russie.

### Le fonds de cuisson (zirvak)
Dans un premier temps, on prépare le fond, ou zirvak, qui servira à la cuisson du riz. Des oignons sont colorés pour teinter le riz, une viande ou un mélange de viandes (bœuf, mouton, volaille, on trouve aussi la viande de cheval et de porc, les Turkmènes font du palov au poisson, esturgeon, hareng) sont cuits, recouverts de carottes en julienne (la couleur des carottes fait l'objet de choix locaux), le tout dans une abondante quantité d'huile neutre ou de graisse animale (ce plat est très gras, 200 ou 250 g d'huile pour 1 kg de riz, le riz ne risque pas de coller). Le tout est mouillé d'eau à hauteur et des têtes d'ail entières sont posées à la surface. La cuisson à couvert dure environ 1 h, voire davantage avec des pois chiches. Les assaisonnements usuels sont le cumin et l'ail, parfois du curcuma et/ou du poivron rouge,. Chez les Azéris, on utilise du gingembre et des graines de sésame. Dans le plov d'Ashgara, on trouve du safran et des lentilles.

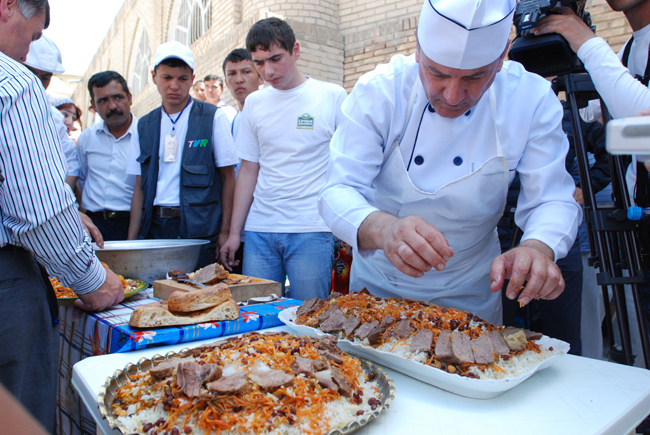
Festival de cuisine de Boukhara (2011).

### Le riz
Les amateurs privilégient un riz Devzira, riz rose-rouge à grain moyen à court, ou barakat (à Boukhara) produit dans la vallée de Ferghana. Sinon, on peut utiliser un grain long de type basmati. Le riz, lavé dans trois eaux puis essuyé à sec, doit tremper dans de l'eau tiède chaude (60 °C 140 °F) et salée.
Le riz peut être cuit à la friture (huile, oignon, viande), à l'eau (huile, oignon, viande + sel, carottes, riz, eau) ou à la vapeur. Le riz est posé sur le zirvak (sauf variante locale où il n'est pas mélangé, la cuisson doit respecter les couches successives viande, légumes, riz) mouillé à nouveau avec 1 cm d'eau au-dessus de la surface du riz, percé de cheminées et cuit avec un couvercle légèrement entrouvert ou bien avec un couvercle surélevé par un linge.
La marmite doit reposer une vingtaine de minutes après cuisson.

## Le rituel

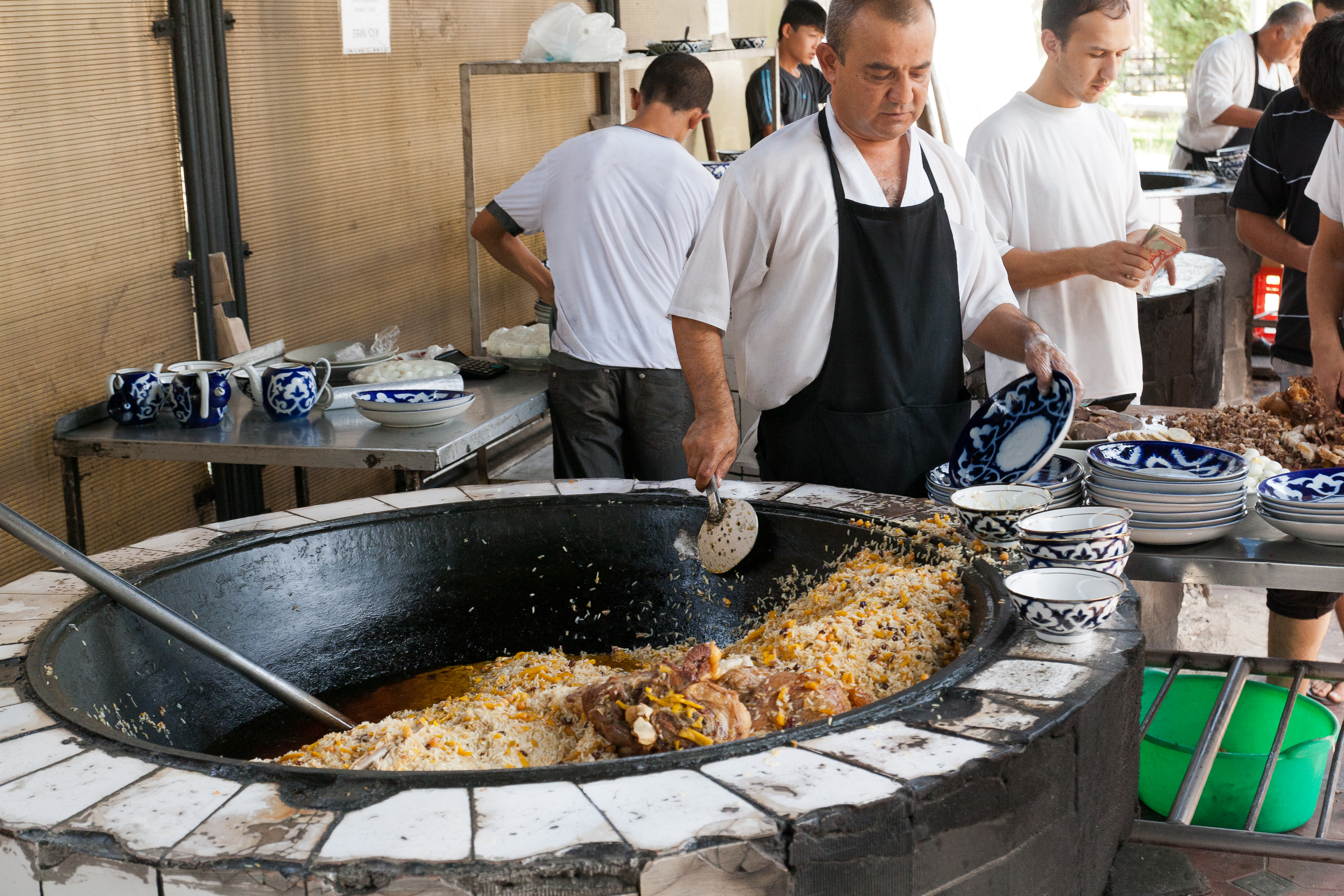
Restaurant de plov à Tachkent, huile dans le fond du kazan géant.

Le dossier de candidature ouzbek devant l'UNESCO donne toutes les occasions de cuisiner le plov et de se réunir autour de lui : mariage, anniversaire, circoncision, obsèques, fêtes, jour férié et les événements), mais aussi dans la vie de tous les jours (au moins un ou deux jours par semaine).
Lydia Bach écrit : « Selon l'usage immémorial, les ouzbèkes, retroussant leurs larges manches, le mangent avec les doigts, puisant à même le plat. C'est, paraît-il, meilleur ainsi. Pour l'apprécier vraiment, affirment les gourmets asiatiques, le goût et l'odorat ne suffisent pas, il faut en avoir aussi une sensation tactile. » Quant à Henri Moser, en 1885, il note : « La politesse exige qu'on se bourre de nourriture ; on m'excite sans relâche à manger, et si j'y mets quelque hésitation, Souleiman, de sa main, choisit les morceaux les plus gros pour les porter à ma bouche. Repu, gorgé, c’est à peine si je respire, et des plats continuent à se succéder avec une profusion désespérante. Mais quand, pour terminer dignement ce repas pantagruélique, on nous présente, dans des coupes chinoises, du thé avec de la graisse de mouton délayée, je me sens à bout de forces. »
La transmission des recettes et des savoir-faire promeut selon les dossiers déposés à l'UNESCO « des valeurs telles que la solidarité et l’unité, et perpétuent des traditions locales qui font partie intégrante de l’identité culturelle de la communauté ».

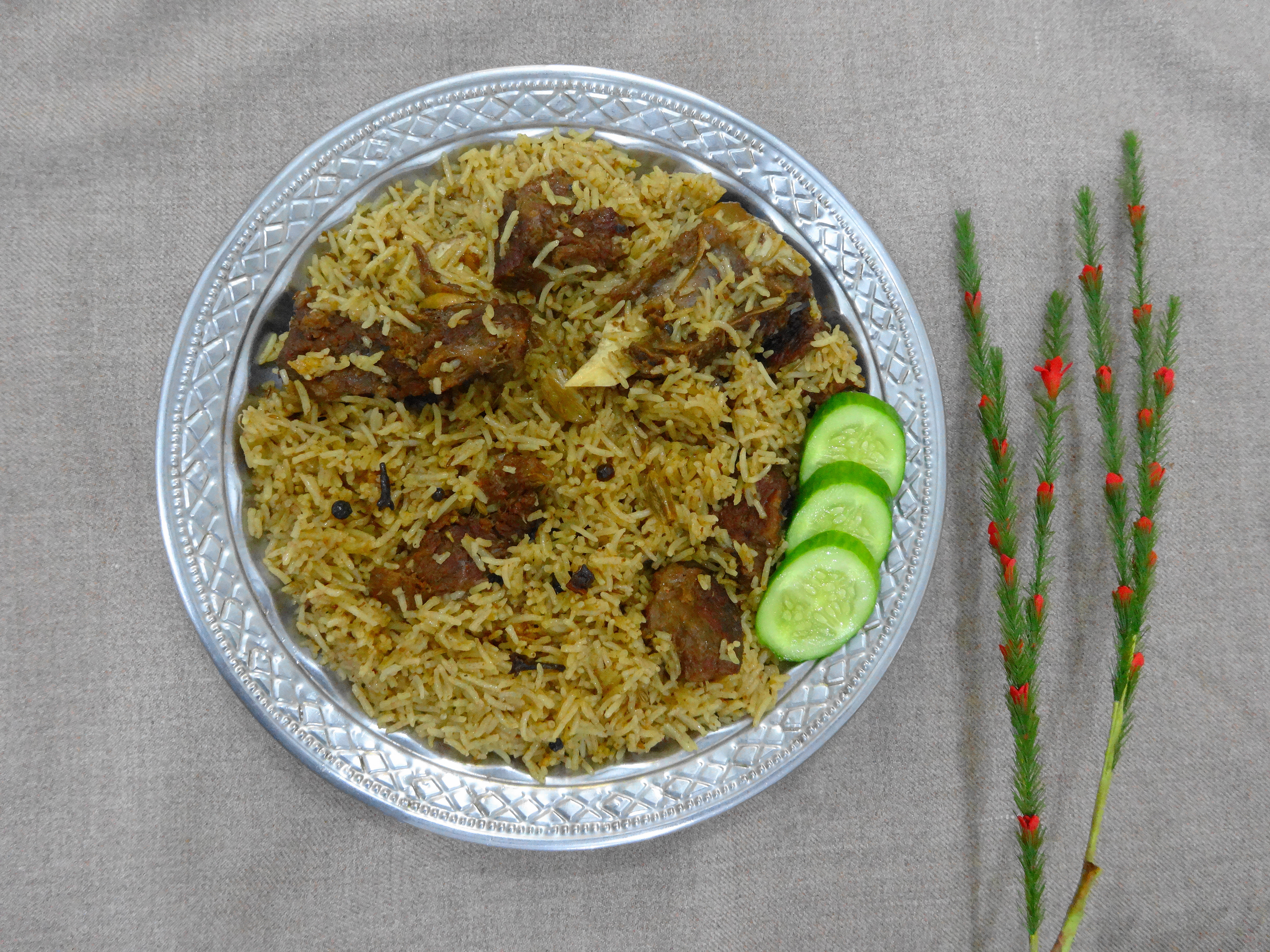
Biryani à la viande de chameau du Cholistan.

## Les principales variantes
Le riz pilaf se décline en de multiples variantes. Les plov, palov, etc., sont des pilafs largement enrichis de légumes, viandes et fruits secs, qui deviennent des plats complets alors que le pilaf n'est souvent qu'une garniture.

### Bakhsh
Les juifs de Boukhara cuisinaient le Бахш - плов бахш (ʙaxş ou plov ʙaxş) bakhsh, pilaf bakhsh (bukhori Бахш, Бахш палав, Ошпалави бахш - tadjik. Бахш палав (Baxş palav), ouzbèke khalta palau)[pas clair]. Bakhsh ou khalta signifie « sac ». La cuisson est longue (Jamie Oliver le cuit 75 min) et se fait dans un sac en toile plongé dans un chaudron avec de l'huile. Dans cette recette, les carottes sont remplacées par des légumes verts et de la coriandre (d'où le nom de pilaf vert) et la viande est du foie.

### Biryani
Ce plat, proche du plov, a été diffusé par les Moghols dans tout leur empire. En Inde, il se fait avec ou sans viande, épicé ou très épicé avec un mélange d'épices spécial, le biryani masala. La cuisson se fait aussi par couches (riz, légumes, viande, etc.), c'est un plat central ou unique.

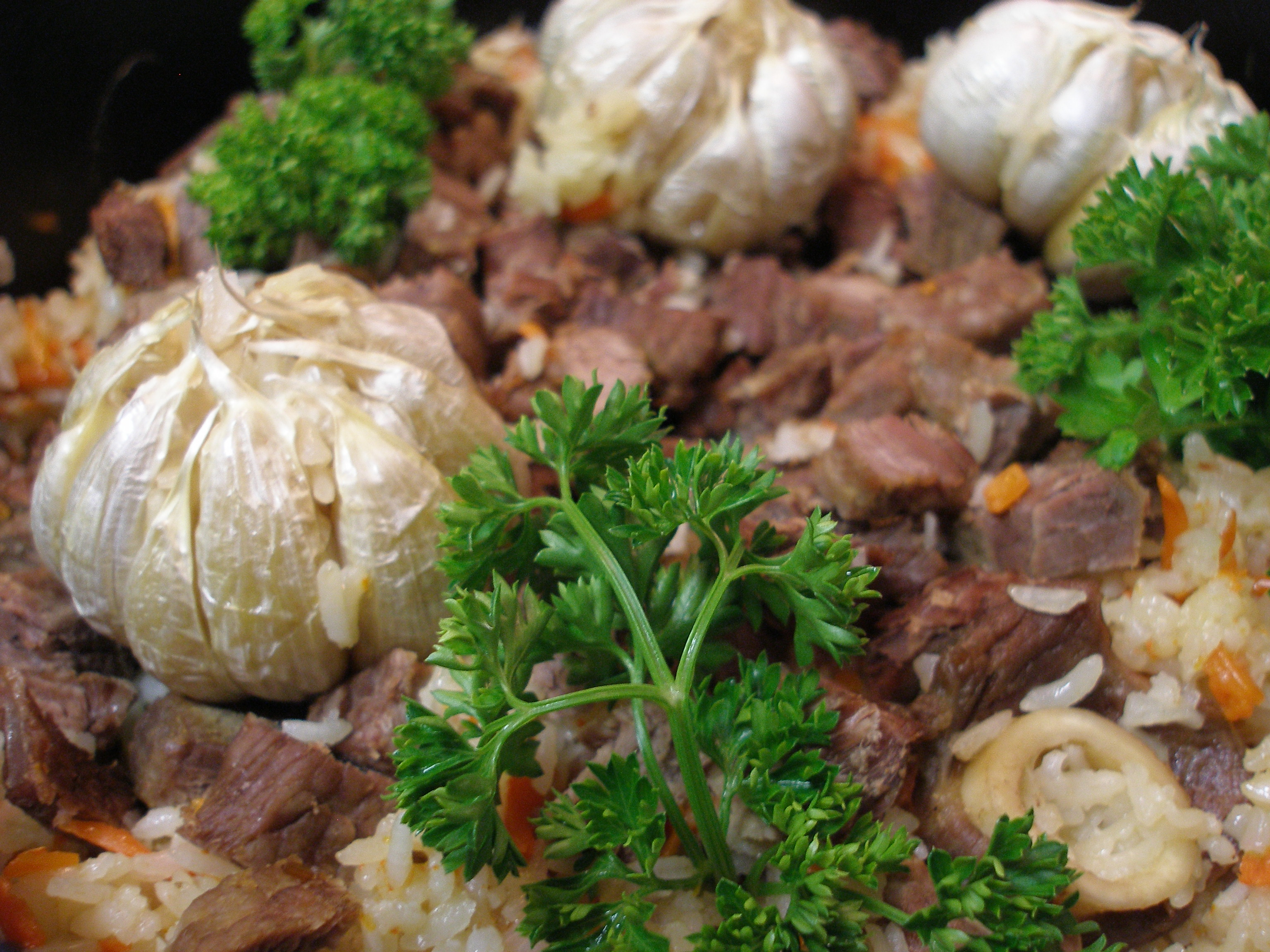
پولۇ, полу, polu ouighour.

### Plovouzbèkes
Le plov de Tachkent aurait des légumes découpés en duxelles, celui de Boukhara au poulet, le plov de Samarcande aux pois chiches. À la mode ouzbèke, il est courant de servir avec le plov une salade de tomates et d'oignons doux et du thé vert.

### Paella
Ce riz au gras mouillé d'un bouillon, garni de légumes, viandes ou crustacés, épicé au safran est cuit à découvert. Selon Susan Whitfield, la paella est une version du plov. Pourtant, chez l'Anonyme andalou qui rapporte la cuisine locale médiévale, autant il est vrai que la cuisson du riz au gras est fréquente, autant celui-ci prend une forme d'une bouillie dans sa version orientale, qui n'a rien à voir avec un plov.

## Anthologie
- Proverbe tadjik[20] : « Si tu manges une seule fois l’osh d’autrui, tu lui devras le respect pendant quarante ans. »
- Proverbe ouzbèke[51] : « Les pauvres mangent du plov, les riches ne mangent que du plov. »
- Tania Visirova, Du Caucase aux Folies-Bergère. Paris Mazarine (1980)[52] : « Le bey mangeait avec nous, sans ses femmes. On nous servit du vin de grenade avec le fameux plov : un mélange de riz au safran, de raisins, d'abricots secs et de gingembre. Maman, enthousiasmée, demanda la recette et on nous emmena dans la partie du palais où se trouvaient les femmes. (La recette de Tabriz, obtenue en 1912, fait encore la joie de certaines réunions amicales chez moi.) »